# Flyr
Flyr war eine kurzlebige norwegische Billigfluggesellschaft mit Sitz in Oslo und Basis auf dem Flughafen Oslo-Gardermoen.

## Geschichte
Flyr wurde am 14. August 2020 vom ehemaligen Braathens S.A.F.E.-CEO und Norwegian-Air-Shuttle-Vorstandsmitglied Erik G. Braathen gegründet. Seit dem 1. März 2021 sind die Aktien von Flyr im Euronext Growth an der Osloer Börse gelistet.
Im April 2021 wurde Tonje Wikstrøm Frislid zum CEO der Fluggesellschaft, der Gründer Erik G. Braathen fungiert als Chairman of the Board. Am 4. Juni 2021 wurde das erste für Flyr bestimmte Flugzeug zum Flughafen Oslo-Gardermoen überführt. Am 16. Juni 2021 erhielt Flyr ihr Air Operator Certificate. Der erste kommerzielle Flug erfolgte am 30. Juni 2021, es handelte sich um einen Inlandsflug nach Tromsø.
Am 12. Oktober 2021 gab Flyr bekannt, sechs neue Boeing 737 MAX 8 von der Air Lease Corporation zu leasen. Die Flugzeuge sollen in der ersten Hälfte des Jahres 2022 ausgeliefert werden, zudem besteht eine Option auf vier weitere Flugzeuge. Am 21. Februar 2022 wurde die erste Boeing 737 MAX 8 übernommen.
Im Oktober 2022 kündigte Flyr an, den Winterflugplan um die Hälfte zu kürzen, um aufgrund der deutlich gesunkenen Nachfrage fast 40 Millionen Euro einzusparen. Ab November 2022 war die Fluggesellschaft dabei, zusätzliche Mittel von Investoren zu akquirieren, da sie ansonsten die Aufrechterhaltung des Betriebs nicht garantieren könne, erreichte die geforderte Summe jedoch nicht im ersten Anlauf. Flyr erklärte außerdem, dass sie mindestens eines ihrer Flugzeuge an eine andere Fluggesellschaft verleasen würde.
Am 30. Januar 2023 gab Flyr bekannt, dass ihr alternativer Finanzplan gescheitert sei. Der Vorstand suchte nach einer neuen Alternative zur Finanzierung der Fluggesellschaft. Am 31. Januar 2023 gab Flyr dann bekannt, dass es der Fluggesellschaft nicht gelungen ist, einen neuen Weg zur Finanzierung der Airline zu finden. Der Vorstand meldete am 1. Februar 2023 Konkurs an.

## Flugziele
Flyr flog von Oslo-Gardermoen bis zu 34 Ziele in Europa an. Als erstes Ziel in Deutschland, Österreich und der Schweiz wurde Genf bedient, die Flüge wurden jedoch nur saisonal angeboten. Ab dem 25. März 2022 wurde Berlin angeflogen.

## Flotte
Bei Betriebseinstellung im Januar 2023 bestand die Flotte von Flyr aus zwölf Flugzeugen mit einem Durchschnittsalter von 5,8 Jahren:
| Flugzeugtyp      | Anzahl | bestellt | Anmerkungen                       | Sitzplätze | Durchschnittsalter |
| ---------------- | ------ | -------- | --------------------------------- | ---------- | ------------------ |
| Boeing 737-800   | 06     |          | geleast                           | 186 189    | 10,7 Jahre         |
| Boeing 737 MAX 8 | 06     |          | geleast von Air Lease Corporation | 189        | 0,8 Jahre          |
| Gesamt           | 12     |          |                                   |            | 5,8 Jahre          |